# Mocha Dick
Mocha Dick var en känd stor albino kaskelottjur som levde i Stilla havet i början av 1800-talet, känd för sin agenda mot valfångst genom att systematiskt sänka valfångstbåtar och för att ha varit en av de främsta inspirationerna till Herman Melvilles roman Moby Dick från 1851. Han påträffades ofta i vattnen nära Mocha Island utanför Chiles centrala kust.

## Historia
Mocha Dick överlevde många möten med valfångare innan han slutligen dödades. Han var stor och kraftfull och fullt kapabel att förstöra små valfångstbåtar vilket kostade många valfångares liv i jakten på honom.
Mocha Dick sågs till för första gången före 1810 utanför Mocha Island. Hans överlevnad av de första mötena tillsammans med hans ovanliga utseende gjorde honom snabbt känd bland valfångare i Nantucket. Många kaptener försökte fånga honom efter att ha rundat Kap Horn, men utan framgång. Mocha Dick var också ganska läraktig då han ibland simmade längs med sidan av ett fartyg, men en gång attackerade han ett skepp oprovocerad.
Mocha Dick dödades till slut 1838 av valfångare som nyligen dödat en kaskelotkalv. Mocha Dick kom dit då han hört kalvens mor. Hans kropp var 21 meter lång och späcket i hans kropp räckte upp till 100 fat olja. Han hade även rester av 19 harpuner i kroppen.

## Arv
Mocha Dick var långt ifrån den enda vita valen i havet då flera albinovalar har setts i haven runt om i världen, men de är sällsynta.